# Asthenolabus sternoleucus
Asthenolabus sternoleucus är en stekelart som först beskrevs av Wesmael 1853.  Asthenolabus sternoleucus ingår i släktet Asthenolabus och familjen brokparasitsteklar. Inga underarter finns listade.